# Método de Blench
El método de Blench, para determinar los parámetros básicos de un cauce estable, se basa en la teoría de régimen. 
Blench tomo en cuenta observaciones de varios autores, en 1939, 1941 y en libros posteriores presentó sus fórmulas básicas y de diseño.  

Su método toma en cuenta dos parámetros introducidos por él:
factor de fondo, {\displaystyle F_{b}} 

factor de orilla, {\displaystyle F_{\delta }}
Estos parámetros son función de la concentración del material transportado en suspensión, del diámetro de las partículas del fondo y de la resistencia de las márgenes a ser erosionadas. Las fórmulas para valorarlos o sus valores recomendados se resumen a continuación.

## Factor de fondo
El factor de fondo toma en cuenta la resistencia del fondo y se obtiene mediante la expresión aproximada:
{\displaystyle F_{b}=F_{bo}\left(1+0.012.C\right)}..................................................................{1}
Fórmula aplicable a fondos arenosos con transporte de sedimentos en que se han formado dunas, donde:
{\displaystyle C=} Concentración del materil arrastrado en la capa de fondo expresado en partes por millón (ppm)
{\displaystyle F_{bo}=60.1.\left(D_{m}\right)^{1/2}}........................................................................{2}
{\displaystyle D_{m}=} diámetro medio del material de fondo, en m. Se obtiene de la expresión:
{\displaystyle D_{m}={\frac {\sum {D_{i}.p_{i}}}{100}}}.en mm ............................................................{3}
en la que:
{\displaystyle p_{i}=} porcentaje en peso de cada fracción de la muestra, con diámetro  {\displaystyle D_{i}}.
{\displaystyle D_{i}=} diámetro medio de cada fracción en la que se divide la curva granulométrica, en m. Se obtiene de la expresión:
{\displaystyle D_{i}=\left(D_{imin}.D_{imax}\right)^{1/2}}.......................................................{4}
En la expresión anterior, {\displaystyle D_{imin}} y {\displaystyle D_{imax}} son los tamaños mínimo y máximo respectivamente de la fracción i.
Cuando existe poca información, B,=lench recomienda utilizar, para {\displaystyle F_{b}}, los siguientes valores:
- Para material de fondo fino, con {\displaystyle D_{m}} ≤ 0.5 mm: {\displaystyle F_{b}=0.8}
- Para material de fondo grueso, con {\displaystyle D_{m}} > 0.5 mm: {\displaystyle F_{b}=1.2}

El factor {\displaystyle F_{bo}} propuesto por Blench, es el mismo factor de sedimentación {\displaystyle f} utilizado por Lacey.

## Factor de orilla
El factor de orilla mide la resistencia de las orillas a la erosión, es calculado con la siguiente expresión:
{\displaystyle F_{\delta }={\frac {{F_{bo}}^{2}}{8}}}...........................................................................................{5}
donde 
{\displaystyle F_{bo}} se obtiene utilizando la fórmula {1} pero sustituyendo en ella el diámetro del material de la orilla, cuando es arena.
Para el factor de orilla, Blench recomienda los siguientes valores:
- 0.1 para material poco cohesivo, como arena
- 0.2 para material medianamente cohesivo
- 0.3 para material muy cohesivo, como arcilla.

No existiendo una definición precisa de lo que significa "poco", "medianamente" y "muy cohesivo", la aplicación de este m;etodo se dificulta, como lo hace notar el mismo Blench, indicando que para aplicar su método hace falta una cierta experiencia en el conocimiento de los ríos y canales estables.

## Ecuaciones básicas
Las tres ecuaciones básicas propuestas por Blench para cauces estables son:
{\displaystyle F_{b}=3.28{\frac {U^{2}}{d}}}.........................................................................................{6}
{\displaystyle F_{\delta }=10.76{\frac {U^{3}}{b_{m}}}}......................................................................................{7}
{\displaystyle {\frac {U^{2}}{g.d.S}}=3.63\left(1+{\frac {C}{2330}}\right)\left({\frac {U.b_{m}}{v}}\right)^{1/4}}.......................................{8}
La ecuación {8} fue obtenida por Blench y Erb. Las fórmulas presentadas son válidas en el sistema métrico, y las variables tienen los siguientes significados:
{\displaystyle C=} concentración del material arrastrado en la capa de fondo. Se obtiene dividiendo el peso seco del material arrastrado en la capa de fondo entre el peso total del líquido, de la capa de fondo, ambos por segundo, y se expresa en ppm/
{\displaystyle v=} viscosidad de la mezcla agua - sedimento en m²/s
{\displaystyle d=} tirante de la corriente, medido del fondo a la superficie, en m
{\displaystyle b_{m}=} ancho de la sección. Cumple con la relación:
{\displaystyle A=d.b_{m}} ...........................................................................{9}
{\displaystyle A=} área mojada, o área hidráulica, de la sección, en m²
{\displaystyle U=} velocidad media de la corriente, en m/s
{\displaystyle g=} aceleración de la gravedad, en m/s2
{\displaystyle S=} pendiente hidráulica, adimensional
Aunque Blenche es uno de los defensores de los cuatro grados de libertad de una corriente, solo presentó tres ecuaciones para resolver el problema de la estabilidad de los cauces.

## Aplicación del método de Blench
El método de Blench se basa en el conocimiento de los valores numéricos atribuibles a {\displaystyle F_{b}} y {\displaystyle F_{delta}}, lo cual no es simple y requiere, como el mismo Blench admitió, que se requiere experiencia y mucha ponderación para lograr valores aceptables. A partir de esos valores y del conocimiento del caudal que se desea pasar por un canal o cauce se obtendrán {\displaystyle b_{m}} ,  {\displaystyle d} y {\displaystyle S} .

## Ecuaciones de diseño
Las siguientes ecuaciones se deducen directamente de las ecuasiones básicas, se presentan de la siguiente forma:
{\displaystyle b_{m}=1.81\left({\frac {F_{b}.Q}{F_{\delta }}}\right)^{1/2}}........................................................................{10}
{\displaystyle d=\left({\frac {F_{\delta }.Q}{F_{b}^{2}}}\right)^{1/3}}....................................................................................{11}
{\displaystyle S={\frac {F_{b}^{5/6}.F_{\delta }^{1/12}}{3.28.K.Q^{1/6}.\left(1+{\frac {C}{2330}}\right)}}} ........................................................{12}
Donde {\displaystyle K} agrupa las principales constantes: es decir:
{\displaystyle K=3.63{\frac {g}{v^{1/4}}}}.............................................................................{13}
Al relacionar {\displaystyle b_{m}} con {\displaystyle d} en las ecuaciones {10} y {11}, se obtiene una expresi;on del tipo de la de Gluschkov, ella es: 
{\displaystyle {b_{m}}^{2/3}={\frac {1.49F_{b}}{{F_{\delta }}^{2/3}}}.d}..................................................................{14}

La cual se obtuvo eliminando {\displaystyle Q} en las ecuaciones {10} y {11}

## Aplicación del método de Blench

### Diseño de un tramo de canal o cauce
El método de Blench se basa en el conocimiento de los valores numéricos atribuibles a {\displaystyle F_{b}} y {\displaystyle F_{\delta }}, lo cual no es simple y requiere, como el mismo Blench admitió, que se requiere experiencia y mucha ponderación para lograe valores aceptables. A parti de esos valores y del conocimiento del caudal que se desea pasar por un canal o cauce se obtendrán {\displaystyle b_{m}} , {\displaystyle d} y {\displaystyle S} .

### Rectificación de un tramo
Si se conoce la geometría de un tramo de un cauce y se quiere rectificar eliminando algunos meandros, ya sea para acortar los recorridos de la navegación, o aumentar lacappacidad hidráulica del tramo en que se hace la rectificación o en el tramo adyacente situado aguas arriba.
Para el análisis de lo que ha de ocurrir con el corte de meandros se determina {\displaystyle F_{b}} y {\displaystyle F_{\delta }} en función de las características de los materiales del cauce, utilizando las ecuaciones {1} a {5}, y poeteriormente en función de la nueva velocidad media, ancho y nuevo tirante asociado al caudal formativo, utilizando las ecuaciones {6} y {7}. Estos se denominan {\displaystyle \left(F_{b}\right)_{r}} y {\displaystyle \left(F_{\delta }\right)_{r}}
Si se cumple que 
{\displaystyle \left(F_{b}\right)_{r}} << {\displaystyle F_{b}}...................................................................................{15}
{\displaystyle \left(F_{\delta }\right)_{r}} << {\displaystyle F_{\delta }}...................................................................................{16}
el río tiene una condición muy estable, y aunque aumente la velocidad al rectificarlo, no es necesario proteger las curvas, y si ocurren corrimientos laterales estos serán muy lentos. El inconveniente que presenta esta condición es que el cauce piloto que se construya en la rectificación no se amplia fácilmente.
En cambio si las nuevas condiciones se verifica que :
{\displaystyle \left(F_{b}\right)_{r}} ≃ {\displaystyle F_{b}}.....................................................................................{17}
{\displaystyle \left(F_{\delta }\right)_{r}} ≃ {\displaystyle F_{\delta }}.....................................................................................{18}
generalmente se trata de cauces arenosos bastante estables.
Al hacer una rectificación y aumentar la velocidad de un río, se incrementa su capacidad para erosionar las márgenes y se podrá observar lo siguiente:
1. El cauce piloto excavado para formar larectificación se ampliará rápidamente hasta alcanzar un ancho aproximadamente igual al del río original.
2. El tramo rectiificado y en la zona de aguas arriba adyacente de esa rectificación se producen corrimientos laterales muy acelerados, que forman nuevas curvas a lo largo del tramo rectificado y hacen más pronunciadas las curvas en el tramo aguas arriba; es decir el río tiende a recuperar la pendiente original aumentando la longitud del recorrido del agua.

Para imperir que el río recupere las condiciones iniciales debe procederse a defender las márgenes con espigones y obras longitudinales.